# Het verkeerde land
Het verkeerde land is het 21ste stripverhaal van Jommeke. De reeks wordt getekend door striptekenaar Jef Nys.

## Personages
- Jommeke
- Flip
- kleine rollen: Theofiel, Marie, bewoners van het Verkeerde Land (o.a. de koning en koningin, Jan Soldaat, Arjaan van Buikegem, Jeroen Moestache, Polidoor, dokter Josafat, Gust Harmonika en Lowie Harmonika)

## Verhaal
Wanneer Jommeke en Flip zich vervelen, besluiten ze eropuit te trekken met zijn step. Om sneller vooruit te komen, plaatst Jommeke de motor van zijn vaders grasmachine op de step. Na een tijdje belanden ze aan een oud stadje dat volledig ommuurd is. Ze worden echter niet binnengelaten. Flip slaagt er wel in te zien wat er zo bijzonder is aan deze geheime stad en overtuigt Jommeke om 's nachts binnen te dringen. Ze ontmoeten er al snel iemand met twee hoofden en een agent met vier benen. Jommeke belandt zo in de cel die hij moet delen met iemand met twee buiken. Die man vertelt hem dat hij in het 'verkeerde land' is beland. Iedereen is er 'verkeerd', maar ze beschouwen zich als normaal terwijl de buitenwereld abnormaal is.
Jommeke komt voor de rechter, maar die laat hem vrij op voorwaarde dat hij helpt waar hij kan. Al vlug ontmoet hij iemand met vijf benen die in een knoop slaan. Hij lost dit op door het vijfde been op zijn rug vast te binden. Een vrouw met drie hoofden die dreigt te stikken, helpt hij met een stofzuiger. Verder ontmoet hij onder meer mensen bij wie de handen en voeten verwisseld zijn, mensen zonder benen, met een baard op hun achterhoofd, vrouwen met baarden of die zich als koe gedragen. Later wordt hij ontvangen door de koning van het land. Die heeft twee gezichten. De koningin heeft dan weer handen in plaats van voeten. Jommeke en Flip ontmoeten er verder mensen met harmonica-armen en -benen. Flip probeert een jongen met vleugels te leren vliegen. Na een tijdje krijgt Jommeke bericht dat er telefoon voor hem is. Het blijkt zijn vader te zijn die het gras wil afrijden en overal rondgebeld heeft om Jommeke te vinden gezien hij er met de motor van de grasmachine vandoor is. Jommeke neemt afscheid van de bewoners van het 'verkeerde land' en keert snel terug naar huis. Uiteindelijk blijkt alles een droom te zijn geweest.

## Achtergronden bij het verhaal
- Het verkeerde land is een eenvoudig album met dunne verhaallijn. Het bestaat vooral uit kleine humoristische verhaaltjes rond mensen met een abnormale lichaamsbouw. Het ligt zo in dezelfde lijn als eerdere albums, zoals Apen in huis en Met Fifi op reis.
- Het 'verkeerde land' ligt net zoals Kabouterland in het album Op heksenjacht vlak bij Jommekes dorp, maar is een onbekend land. Dergelijke onbekende streken met tal van geheimen zijn een vaak terugkomend item in de reeks. Ze moeten de fantasie van de jonge lezers aanscherpen.
- In het begin van het album hevelt Jommeke benzine uit een geparkeerde auto over in zijn motor. Flip berispt hem voor die diefstal, maar Jommeke laat een bon achter voor de eigenaar die goed is voor een Jommekesalbum. Dergelijke verwijzingen naar albums kwamen eerder ook al voor.
- Dit is het derde album in de reeks waarin Jommekes beste vriend Filiberke niet voorkomt en pas het tweede sedert de introductie van zijn personage.
- Dit is een van de populairste Jommekesalbums. In een bevraging van stripspeciaalzaak.be-lezers eindigde het album op nummer 9.[1]